# لئون د لاتوور
لئون د لاتوور (انگلیسی: Leon De Lathouwer; ۱۹ سپتامبر ۱۹۲۹ – ۷ اوت ۲۰۰۸) دوچرخه‌سوار اهل بلژیک بود.
وی در مسابقات کشوری و بین‌المللی در مجموع برندهٔ ۱ مدال طلا شده‌است.